# Az Európai Unió jelmondata
Az Európai Unió hivatalos jelmondata magyar nyelven Egység a sokféleségben. A jelmondatot az Unió mind a 24 hivatalos nyelvére lefordították, a különféle nyelvi változatoknak egyenlő súlyuk van. A jelmondat latin változatát is szokták használni: In varietate concordia. Az EU jelmondata Európa egyik legújabb szimbóluma, a kék alapon sárga csillagokat ábrázoló zászló és az európai himnusz mellett. Érdekessége, hogy ezt nem a korábbi közösségi szervezetektől örökölte az EU, hanem 2000-ben szavazáson választották ki.

## Jelentése
Az Európai Bizottság definíciója alapján a jelmondat arra utal, hogy "az Unió egyesíti az európaiakat, hogy annak keretein belül együtt fáradozzanak a közös célért: a békéért és a jólétért, illetve, hogy az Európában honos különféle kultúrák, hagyományok és nyelvek sokféleségükkel gazdagabbá teszik a kontinenst."

## Története
A jelmondatot először 2000 májusában javasolták egy nem-hivatalos pályázat eredményeként, amelyben az Unió akkori tagállamainak ("EU-15"): Ausztria, Belgium, Dánia, Finnország, Franciaország, Németország, Görögország, Írország, Olaszország, Luxemburg, Hollandia, Portugália, Spanyolország, Svédország és az Egyesült Királyság) 80 000 diákja vett részt.

### LaPrairie-projekt (1998 - 1999)
1998 áprilisában a francia Ouest-France napilap munkatársa, Patrick La Prairie javasolta, hogy rendezzenek egy versenyt, amelyben egy jelmondatot keresnek a 15 uniós tagállam részére, a középoktatásban tanuló diákok részvételével. A versenyt eredetileg Robert Schuman emlékére szervezték, aki 50 évvel korábban beszédében javasolta egy nemzetek feletti közösség létrehozását (az európai országok szén és acéliparának ellenőrzése végett), amelyből végül kialakult az Európai Unió.
1998-ban az Uniónak már léteztek jelképei: az európai zászló, az európai himnusz, illetve akkor készültek bevezetni a közös fizetőeszközt, az eurót. Azonban a közösségnek ekkor még nem volt jelmondata, ezért a javaslat kedvező visszhangra talált. La Prairie volt a projekt vezetője, és támogatónak megnyerte a francia második világháborús múzeumot, a Memorial de Caent, illetve a France Telecom vállalatot. Franciaországon belül 40 napilap jelentkezett partnernek, míg a többi 14 tagállamban is legalább egy napilapot megnyertek támogatónak, mint pl. a La Repubblica Olaszországban, a Le Soir Belgiuma, az Irish Times Írországban, a Berliner Zeitung Németországban és a The Guardian az Egyesült Királyságban.
A projekt hivatalosan 1999. március 31-én indult, amikor megnyitották a https://web.archive.org/web/20020119172511/http://www.devise-europe.org/ weblapot, a verseny hivatalos honlapját. A honlapon ismeretterjesztő dokumentumok voltak elérhetők, amelyeket a Caen Memorial keretén belül működő sajtóiroda készített, illetve a tanárok számára elérhető útmutatókat és regisztrációs lapokat lehetett letölteni a 11 hivatalos nyelven, illetve katalánul. A honlap angol változata a https://web.archive.org/web/20170524113008/http://motto-europe.org/ címen volt elérhető. A verseny jelmondatát is közzétették ezeken az oldalakon: "The only prize will be to write a page of Europe's History" (angolul), illetve La seule récompense sera d’avoir écrit une page d’histoire de l'Europe (franciául) (magyarul: "Az egyetlen jutalom, hogy Európa történelmének egy fejezetét te írhatod.").

### A motto for Europe(1999~2000)
1999 szeptemberében, az új iskolaévvel indult meg az igazi verseny az EU új jelmondatáért. Eddigre 2575 osztály jelentkezett, a tanulók életkora 10-től 19 évig terjed. A legfontosabb szabály az volt, hogy a jelmondat egy legfeljebb 12 szóból álló mondat lehet, míg a mellé adott magyarázat legfeljebb 1500 karakter lehet. A jelmondtatot és a magyarázatot az osztály anyanyelvén kellett megírni, és egy angol nyelvű fordítást kellett mellékelni - a projekt belső kommunikációs nyelve az angol volt.
A 2000. január 1-jei határidőig összesen 2016 jelmondatot regisztráltak, a pályázatok elemzése alapján a leggyakrabban használt szavak az "Európa", "béke", "egység", "unió", "együtt", "jövő", "különbözőség", "remény", "szolidaritás", "egyenlőség", "szabadság", "sokféleség" és "tisztelet" voltak.
2000 februárjában a nemzeti médiapartnerek segítségével minden országban kiválasztották a 10 legjobb jelmondatot, amelyet egy második zsűri elé utaltak. Ezt a 142 jelmondatot az unió 11 hivatalos nyelvére lefordították.
2000. április 11-12. között a Caen Memorialban ülésező European Media Jury szavazással kiválasztotta a 7 legjobb jelmondatot, amelyet a Brüsszelben ülésező European Grand Jury elé utaltak, amelynek a végső győztest kellett kiválasztani.

### A győztes kihirdetése az Európai Parlamentben (2000)
2000. május 4-én közel 500 európai tanuló gyűlt össze az Európai Parlament brüsszeli üléstermében, hogy részt vegyenek a Grand Jury által kiválasztott jelmondat kihirdetésén. A zsűri tagjai voltak többek között Franz Vranitzky volt osztrák kancellár, Susanna Agnelli volt olasz külügyminiszter, Dirk Frimout belga űrhajós, Uffe Ellemann-Jensen volt dán külügyminiszter, Gilbert Trausch luxemburgi történész, Rita Süssmuth volt német szövetségi parlamenti elnök, Mary Henry ír felsőházi képviselő, Roy Jenkins és Jacques Delors, az Európai Bizottság korábbi elnökei.
A győztes jelmondat az Unité dans la diversité (angolul: Unity in diversity) volt, amelyet mind a 11 hivatalos nyelvre lefordítottak, illetve ehhez még hozzáadták a latin fordítást: In varietate concordia. A jelmondatot luxemburgi iskolások javasolták és Delors volt bizottsági elnök javaslatára az "Europe" szót helyezték elé.
A parlamenti ülést követően, a közösségi szerződéseknek megfelelően, a jelmondatot jóváhagyás céljából a 15 tagország államfői elé terjesztették, akik a 2000. június 19-20-i Santa Maria da Feira-ban tartott tanácsülés során azt jóváhagyták.
A végső szavazásra beválasztott másik hat jelmondat: "Peace, Liberty, Solidarity", "Our differences are our strength", "United for peace and democracy", "United in liberty", "An old continent, a new hope", "All differents, all Europeans!"
"Unity in diversity" ekkor már Indonézia nemzeti jelmondata volt (Bhinneka Tunggal Eka, ősi jávai nyelven), illetve 2000. április 27-én Dél-Afrika is egy hasonló nemzeti jelmondatot fogadott el: a ikee:/xarra/ike) jelmondatot is "Egység a sokféleségben"-re fordítják.

### Az Európai Tanács ülése (2000)
2000. június 19-én a portugál Santa Maria da Feira városban nyitotta meg az állam- és kormányfők ülését Nicole Fontaine, aki beszédét az új jelmondattal zárta:):

„Pending the outcome of a much broader debate on the future of a Europe of 28, those citizens need clear ideas: open and lasting institutions and "unity in diversity", to quote the motto adopted a few weeks ago by 80000 young Europeans. Az Európai Parlament által kiadott hivatalos fordítás. Hivatalos magyar változat ekkor még nem készült.”

Ezt követően magas rangú európai tisztságviselők számos alkalommal utaltak a jelmondatra, mint pl. az Európai Bizottság elnöke, Romano Prodi, 2001. július 1-i beszédében: our real strength lies in "unity in diversity", Giorgio Ruffolo olasz rapporteur 2001. szeptember 4-én: Therefore, the expression ‘unity in diversity’ has been chosen as the motto of the report, Paul Rübig osztrák európai parlamenti képviselő 2002. április 10-én: Europe is, after all, about unity in diversity vagy Raimon Obiols i Germà spanyol képviselő 2003. szeptember 4-én: Yesterday the President of the European Convention ended his speech by evoking the future European motto: united in diversity.

### Az európai alkotmánytervezetben (2004)
2004-ben a pályázaton győztes jelmondatot belefoglalták a készülő európai alkotmánytervezetbe, a IV-1 cikkbe.

„IV-1. cikk

Az Unió jelképei

Az Unió zászlaja kék alapon tizenkét arany csillag alkotta körből áll.

Az Unió himnusza Ludwig von Beethoven IX. szimfóniájának Örömódáján alapul.

Az Unió jelmondata: 'Egység a sokféleségben'.

Az Unió pénze az euró.

Május 9-e az Unió egészében Európa ünnepének a napja.”

A alkotmányszerződés tervezetében már a jelmondat kicsit módosított változata szerepel, ugyanis 2000 után az eredeti angol verzió is módosult és "United in Diversity" lett. Azonban a szerződéstervezetet előbb 2005. május 29-én a francia, majd június 1-jén a holland szavazók is elutasították.

### Európa-nap (2005)
2005. május 9-én az Európai Bizottság számos promóciós anyagán, mint pl. képeslapokon szerepeltek az új európai szimbólumok: az európai zászló, a himnusz, a jelmondat (most már "United in diversity") és az Európa-nap. Csak az európai pénznem hiányzott, amely a 2004-es alkotmánytervezetben szerepelt, mint jelkép, de még nem lépett életbe. A hivatalos Európa-napi poszteren is szerepelt a jelmondat.
Még ugyanezen a napon 1000 fiatal ünnepelte a jelmondatot (Unie dans la diversité) a caen-i háborús emlékműnél az ötéves évfordulóra emlékezve.

### A lisszaboni szerződés (2007)
2007-ben az uniós államfők által az alkotmánytervezet helyett aláírt lisszaboni szerződésben nem szerepelt semmilyen utalás az uniós jelképekre vonatkozóan. Azonban a szerződés mellékleteként csatoltak egy deklarációt, amelyben 16 tagállam (közte Magyarország) kifejezte támogatását a jelképek további használata tekintetében.
A európai jelképek elfogadásában a következő lépést az Európai Parlament tette, amely hivatalosan is magáévá tette a jelképeket, és a jelmondattal kapcsolatban úgy határozott, hogy azt minden parlamenti kiadványon fel kell tüntetni.

## Hivatalos fordítások

### A jelmondat elfogadásakor (2000) 11 hivatalos nyelven és latinul
A mottó eredeti, francia változatát (Unité dans la diversité) mind a 10 másik hivatalos nyelvre, illetve latinra is lefordították 2000. május 4-én, a jelmondat elfogadásakor.
| - Dánul: Forenet i mangfoldighed - Hollandul: In verscheidenheid verenigd - Angolul: Unity in diversity - Finnül: Moninaisuudessaan yhtenäinen | - Franciául: Unité dans la diversité - Németül: Einheit in Vielfalt - Görögül: Ενότητα στην πολυμορφία - Olaszul: Uniti nella diversità | - Portugálul: Unidade na diversidade - Spanyolul: Unidad en la diversidad - Svédül: Förenade i mångfalden - Latinul: In varietate concordia |

### Az új tagállamok hivatalos nyelvén (2009)
A 2004-ben csatlakozott 10, majd a további 2 új tagállam nyelvére is lefordították a jelmondatot, amikor az alkotmánytervezetet kidolgozása folyt:
| - Bolgárul: Единни в многообразието - Csehül: Jednota v rozmanitosti - Észtül: Ühinenud mitmekesisuses - Magyarul: Egység a sokféleségben - Írül: Aontaithe san éagsúlacht - Lettul: Vienotība dažādībā - Litvánul: Vienybė įvairiškume | - Máltaiul: Magħquda fid-diversità - Lengyelül: Jedność w różnorodności - Románul: Unitate în diversitate - Szlovákul: Jednota v rozmanitosti - Szlovénül: Združeni v raznolikosti |

### Egyéb fordítások
A 24 hivatalos EU nyelv mellett a jelmondatot lefordították számos más nyelvre, amelyek a tagállamokban hivatalos nyelvnek vagy kisebbségi nyelvnek számítanak.
| - Baszkul: Aniztasunean bat eginik - Bretonul: Unanet el liested - Katalánul: Units en la diversitat - Korzikaiul: Uniti in a diversità - Friuliaiul: Unîts inte diversitât - Galíciaul: Unidos na diversidade - Luxemburgiul: A Villfalt gëeent - Szárdul: Umpare in sa diversidade - Skót gaelül: Aonachd ann an eugsamhlachd - Velsziül: Yng nglym mewn gwahaniaeth - Nyugat-fríziaiul: Ienheid yn ferskaat |

### Az EU-tagjelöltek nyelvén
Az EU-hoz csatlakozni kívánó államok számára az EU fordítói vagy a tagállamok saját kormánya készítette el a jelmondat fordítását:
| - Izlandiul: Eining í fjölbreytni - Macedónul: Обединети во различноста - Törökül: Çeşitlilikte birlik' |